# Béatrice Schönberg
Béatrice Schönberg, de domo Szabo (ur. 9 maja 1953) – francuska dziennikarka telewizyjna kanału France 2.
Była w związku małżeńskim z muzykiem i kompozytorem Claude-Michelem Schönbergiem. 21 lipca 2005 wzięła ślub z Jeanem-Louisem Borloo.